# Hydraena devincta
Hydraena devincta är en skalbaggsart som beskrevs av Armand D'Orchymont 1940. Hydraena devincta ingår i släktet Hydraena och familjen vattenbrynsbaggar. Inga underarter finns listade i Catalogue of Life.